# Falih Rıfkı Atay
Falih Rıfkı Atay (n. 1894 - d . 20 martie 1971) a fost un scriitor și jurnalist turc.
A scris memorialistică de război și jurnale de călătorie.

## Opera
- 1918: Focul și soarele ("Ateş ve Güneş");
- 1955: Ce mi-a povestit Atatürk ("Atatürk’ün Bana Anlattıkları").